# کوملینفل
کوملینفل (به انگلیسی: Cwmllynfell) یک منطقهٔ مسکونی در بریتانیا است که در نیث پورت تالبوت واقع شده‌است. کوملینفل ۱٬۱۷۲ نفر جمعیت دارد.